# Аронова, Ирина Петровна
Ирина Петровна Аронова (род. 5 августа 1957; город Светлый (Калининградская область), СССР) — казахстанский государственный деятель, депутат Мажилиса Парламента Республики Казахстан (2012—2021).

## Биография
Ирина Петровна родился в 1957 году в городе Светлый Калининградской области, РСФСР, СССР.
В 1983 году окончила Чимкентский педагогический институт культуры имени аль-Фараби и в 2000 году — Костанайский государственный университет имени А. Байтурсынова.
С 1977 по 1985 годы — методист Наурзумского дома культуры и инспектор районного отдела культуры.
С 1985 по 1987 годы — радиоорганизатор местного вещания по Наурзумскому району.
С 1987 по 1992 годы — председатель комитета по культуре, заведующая отделом культуры Наурзумского района.
С 1992 по 1998 годы — заместитель главы администрации, акима Наурзумского района.
С 1988 по 2012 годы — исполнительный директор Костанайского регионального фонда по поддержке малообеспеченных граждан.
С 18 января 2012 по 20 января 2016 годы — депутат Мажилиса Парламента Республики Казахстан V созыва по партийному списку «Нур Отан», член Комитета по социально-культурному развитию.
С 24 марта 2016 года по 10 января 2021 годы — Депутат Мажилиса Парламента Республики Казахстан VІ созыва от партии «Нур Отан», секретарь Комитета по международным делам, обороне и безопасности Мажилиса Парламента Республики Казахстан.

## Награды
- 2001 — Медаль «10 лет независимости Республики Казахстан»
- 2006 — Медаль «10 лет Парламенту Республики Казахстан»
- 2007 — Почётная грамота Республики Казахстан
- 2011 — Медаль «20 лет независимости Республики Казахстан»
- 2012 — Орден Курмет[3]
- 2016 — Медаль «25 лет независимости Республики Казахстан»[4][5]
- 2017 — Почётный гражданин Наурзумского района Костанайской области за значительный вклад в развитие района.
- 2017 — Медаль «МПА СНГ. 25 лет» (27 марта 2017 года, Межпарламентская ассамблея СНГ) — за заслуги в деле развития и укрепления парламентаризма, за вклад в развитие и совершенствование правовых основ функционирования Содружества Независимых Государств, укрепление международных связей и межпарламентского сотрудничества[6]